# Elaphoglossum luteynii
Elaphoglossum luteynii är en träjonväxtart som beskrevs av John T. Mickel. Elaphoglossum luteynii ingår i släktet Elaphoglossum och familjen Dryopteridaceae. Inga underarter finns listade.